# Conopophaga lineata
El jejenero rojizo o chupadientes (en Argentina, Paraguay y Uruguay) (Conopophaga lineata),  también denominado chupadientes castaño (en Uruguay), es una especie de ave paseriforme perteneciente al género Conopophaga de la familia Conopophagidae. Es nativo del centro este de Sudamérica.

## Descripción
El jejenero rojizo es un pájaro pequeño y rechoncho, que mide unos 13 cm de longitud. Tiene la cola corta y las patas relativamente largas. Su plumaje es principalmente de color pardo rojizo. Tiene una lista blanca por encima del ojo (gris en las hembras) que termina en un penacho de plumas que puede erizar. Su llamada es una serie de chips sordos que se van haciendo más rápidos y agudos. En el amanecer y anochecer los machos hacen zumbidos con las plumas de sus alas mientras vuelan por su territorio.

## Distribución y hábitat
Se encuentra en el este de Brasil, desde Pernambuco en el noreste hasta Río Grande del Sur, extendiéndose hasta el este de Paraguay y el noreste de Argentina, y recientemente se ha registrado en Uruguay.
Es localmente común en el sotobosque y bordes de bosques húmedos hasta los 2400 m s. n. m. de altitud. Puede subsistir hasta en ambientes bastante degradados y fragmentados.

## Comportamiento
El jejenero rojizo se alimenta de insectos desplazándose con rapidez desde una percha a otra en las cercanías del suelo. Cuando ve un insecto realiza un vuelo corto hasta el suelo o las hojas donde se encuentre para atraparlo.
Construye un nido en forma de cuenco con ramitas y musgo en una rama de árbol. La hembra suele poner dos huevos de color crema.

## Sistemática

### Descripción original
La especie C. lineata fue descrita por primera vez por el naturalista alemán Maximilian zu Wied-Neuwied en 1831 bajo el nombre científico Myiagrus lineatus; localidad tipo «cerca de Vitoria da Conquista, Bahía, Brasil».

### Taxonomía
Hasta recientemente, la especie jejenero cearense Conopophaga cearae, era tratada como subespecie de la presente sobre la base de las similitudes de plumaje de los fenotipos; sin embargo, y sobre la base de diferencias de vocalización, ya se sugería que podrían ser especies diferentes, lo que fue plenamente confirmado por los estudios de filogenia molecular de Batalha-Filho et al (2014) que demostraron que no está cercanamente emparentada con C. lineata y si mucho más próxima a Conopophaga peruviana. La separación fue aprobada en la Propuesta N° 684 al South American Classification Committee, lo que ya fue adoptado por el Congreso Ornitológico Internacional (IOC - Versión 6.3) y por el Comité Brasileño de Registros Ornitológicos (CBRO).

### Subespecies
Según la clasificación del IOC, Versión 6.3, 2016 se reconocen 2 subespecies, con su correspondiente distribución geográfica; las subespecies descritas anomalus de Paraguay (Alto Paraná) se incluye en vulgaris, y rubecula de Brasil (Chapada dos Veadeiros en  Goiás) se incluye en la nominal. También, dos especímenes del este de Brasil (Ibiquera, en el centro de Bahía) exhiben notorias diferencias de plumaje, y posiblemente se trate de un taxón no descrito.
- Conopophaga lineata lineata (Wied-Neuwied, 1831) – Pernambuco hacia el sur hasta e sur de Bahía, y hacia el sur y oeste hasta Goiás; también norte de Mato Grosso do Sul (Serra das Araras).
- Conopophaga lineata vulgaris Ménétriés, 1835 – centro sur y sureste de Brasil (sur de Mato Grosso do Sul y Espírito Santo hacia el sur hasta Río Grande do Sul) hasta el este de Paraguay, noreste de Argentina (Misiones, Corrientes) y nordeste de Uruguay.[5]